# 第30屆威尼斯國際影展
第30届年度威尼斯國際影展於1969年8月23日至9月5日舉行。因1969年至1979年的影展没有竞赛，所以该届影展没有评审团。。

## 首映電影
| 中文片名       | 原文片名                    | 導演                       | 製作國       |
| -------------- | --------------------------- | -------------------------- | ------------ |
| 《愛情神話》   | Fellini Satyricon           | 费德里柯·费里尼            | 義大利       |
| 《彎刀起義》   | La primera carga al machete | 曼努埃爾·奧克塔維奧·戈麥斯 | 古巴         |
| 《埋伏》       | Заседа                      | 基沃金·帕夫洛維奇          | 南斯拉夫     |
| 《禿鷹之血》   | Sangre de cóndor            | 喬格·聖西內斯              | 玻利维亚     |
| 《名譽與光榮》 | Čest a sláva                | 海尼克·博坎                | 捷克斯洛伐克 |
| 《卡迪拉克》   | Cardillac                   | 艾德·葛萊茲                | 德国         |

## 獎項
- 帕西內蒂獎（義大利語：Premio Pasinetti）：
  - 最佳外語片：《名譽與光榮（英语：Čest a sláva）》— 海尼克·博坎（捷克語：Hynek Bočan）
  - 最佳義大利電影：《愛情神話》— 费德里柯·费里尼
- CIDALC獎：《埋伏》— 基沃金·帕夫洛維奇
- 金舵獎：《禿鷹之血（西班牙语：Sangre de cóndor）》— 喬格·聖西內斯（西班牙语：Jorge Sanjinés）
- 路易斯·布紐爾獎：《彎刀起義》— 曼努埃爾·奧克塔維奧·戈麥斯（西班牙语：Manuel Octavio Gómez）

## 外部鏈接
- 官方网站
- IMDb的1969年威尼斯影展獎項 （页面存档备份，存于）